# Conor Sammon
Conor Sammon (* 6. November 1986 in Dublin) ist ein irischer Fußballspieler.

## Karriere

### U.C.D. und Derry City
Conor Sammon begann seine Spielerkarriere im Jahr 2005 beim irischen Erstligisten U.C.D. Nach drei Spielzeiten in der ersten Liga wechselte Sammon am 8. Dezember 2007 zum Ligarivalen Derry City. In der Saison 2008 erzielte er drei Tore in sechzehn Ligaspielen, ehe er Derry nach nur einem halben Jahr wieder verließ.

### FC Kilmarnock und Wigan Athletic
Am 28. Juli 2008 unterschrieb Conor Sammon einen Dreijahresvertrag beim schottischen Erstligisten FC Kilmarnock. In seinen ersten beiden Spielzeiten in der Scottish Premier League kam er nicht wie erhofft zur Geltung und erzielte jeweils lediglich einen Ligatreffer. In der Saison 2010/11 konnte Sammon seine Torausbeute auf fünfzehn Ligatreffer ausbauen.
Der auch von anderen englischen Vereinen umworbene Angreifer wechselte am 31. Januar 2011 zum Erstligisten Wigan Athletic. Am 5. März 2011 debütierte er bei einer 0:1-Niederlage bei Manchester City in der Premier League 2010/11. Nach dem Klassenerhalt mit Wigan bestritt der häufig als Einwechselspieler eingesetzte Sammon in der Premier League 2011/12 fünfundzwanzig Ligaspiele blieb jedoch ohne Treffer.

### Derby County
Am 20. August 2012 wurde der 25-jährige Angreifer vom englischen Zweitligisten Derby County verpflichtet.

### Irische Nationalmannschaft
Der zuvor bereits in der U-21-Auswahl eingesetzte Conor Sammon debütierte am 6. Februar 2013 bei einem 2:0-Heimsieg über Polen in der irischen Nationalmannschaft. Im März 2013 folgten zwei weitere Einsätze in der Qualifikation für die WM 2014 gegen Schweden und Österreich.